# ミランダのカメラ製品一覧
ミランダのカメラ製品一覧はミランダカメラ株式会社、及びその前身であるオリオン精機産業有限会社、オリオンカメラ株式会社のカメラ製品の一覧である。

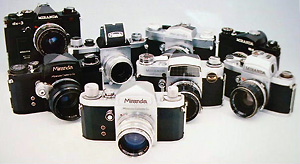
ミランダの製品

## レンズアダプター
- コンタックス-ライカアダプター - 最初の製品で、コンタックス用レンズをライカのボディ−に装着し距離計連動させるアダプター。レンズカプラー。

## ミラーボックス
レンズマウントは後にミランダシリーズに流用された。
- ミラックスA型（1951年発売） - ライカ・キヤノン用ミラーボックス。ベローズのフォーカベルと組み合わせて使用する。
- ミラックスB型（1951年発売） - コンタックス・ニコンS用ミラーボックス。ベローズのフォーカベルと組み合わせて使用する。
- フォーカベル（1953年？） - ピント合わせ（Focunsing ）と蛇腹（Bellows ）からの造語。ミラックスA型、ミラックスB型用のベローズ。専用レンズスープリーム（Supreme ）105mmF2.8と組み合わせると無限遠から撮影できる。古いカタログには「スプリューム」「スュプリューム」「スュープリューム」等の表記もある。
- プリズムファインダー（1953年発売） - ミラックスのオプションとして販売された。

## ライカLマウント交換レンズ
- ワイドアングルアルファ（Wide Angle Alfa 、1952年発売）35mmF2.8

## ミランダマウント一眼レフカメラ
レンズマウントは外側バヨネット、内側ネジマウントのダブルマウントでミラックスと共通のミランダマウント。フランジバックが短いため各種アダプターが用意された。生産型のミランダカメラにはほとんどのモデルに銀（クローム）と黒（ブラック）の商品があった。

### ミランダマウント一眼レフカメラボディー
- フェニックス（Phoenix 、1954年6月試作[1]、1954年9月発表[2]） - 基本思想は「万能カメラ」を念頭に、「ライカのように手に馴染む形状」「コンタックスSの大きさ」を目指したもので、設計からわずか半年で完成された。シャッタ−部分にはニッポンカメラの熊谷源二からスローダイヤル、ガバナー、ドラムの提供を受け、シャッター幕は貫井提吉から提供されている。このほかアイピースと裏ブタをアサヒフレックスから流用した[2]がボディーともども設計は完全なオリジナルであった。語源は不死鳥であるが、最初の「Pho」には写真（Photograph ）、末の「x」にはレフレックス（Reflex ）の意を込めている。だが、「フェニックス」はポピュラーな名称であるため、輸出されたさい意匠登録で衝突が予想されたため生産型では採用されなかった。また、当初の計画にあったクイックリターンミラー（1947年萩原彰が出願した特許願第903号「レフレックス・カメラ」にあったクイックリターンミラーの機構）、自動絞りは技術的に時期尚早と判断され搭載されなかった。レンズは銘板にはカール・ツァイス・イエナ製テッサー（Tessar ）50mmF2.8とあるが、マウントはミラックスと共通のバヨネットマウントに変更され、鏡胴はオリジナルデザインである。ミランダカメラが1976年倒産する直前にアメリカ人のカメラマンが借り出して以来一時行方不明になっていたが、1986年2月に荻原彰の手元に戻った[2]。
- ミランダT（Miranda T 、1955年8月発売[1]） - 日本製35mm一眼レフカメラでは旭光学（現リコーイメージング）のアサヒフレックスに次ぐ市販であり、アイレベルファインダーを備えるものとしては世界でも極めて早い時期に当たる[3]。フェニックスはドイツの商標登録に触れるため市販カメラは鏡（Mirror ）の意からミランダとされた。シャッターは倍数系列化、一軸化されたが2段式[1]。シャッターボタンはボディー上部から前面に移された。フィルムカウンター採用。ペンタプリズムは当初より交換式[1]で、後方に引き抜く方式[4]。フィルム巻き上げ、巻き戻しともノブ式[1]。砕氷船宗谷による第一次南極地域観測隊によって2台が使用され、故障もなく任務を果たしたことで有名。「T」はテクノロジー（Technology ）の意。
- ミランダT2（Miranda T2 、1956年10月発売 - シャッター最高速が1/1000秒となった。X接点追加。シャッター連動式自動絞りのレンズが同時発売されている。
- ミランダA（Miranda A 、1957年発売） - 輸出専用。シャッター連動式自動絞りのレンズ、フィルム巻き上げがレバー、巻き戻しがクランクとなった。シャッター最高速は1/500秒。
- ミランダA2（Miranda A2 、1958年4月発売） - 輸出専用。シャッター最高速は1/1000秒。
- ミランダB（Miranda B 、1958年5月発売[1]） - クイックリターンミラーを装備[1]。
- ミランダC（Miranda C 、1959年発売[4]） - 輸出専用[4]。ミランダBにセルフタイマーを装備したモデル。ブラック仕上げも少数製造された[4]。
- ミランダS（Miranda S 、1959年3月発売[1]） - スローシャッターとミラークイックリターンを省略、ウェストレベルファインダー、テッサータイプの廉価版レンズを標準装備とした普及版。ミランダTのようにフィルム巻き上げ巻き戻しもノブになっている。
- ミランダST（Miranda ST 、1959年発売） - 輸出専用。ミランダSにスローシャッターが装着された。
- ミランダD（Miranda D 、1960年発売） - 輸出専用。巻き上げ軸はシャッターからオフセットされた独特のレイアウトとなり小刻み巻き上げ可。このモデルからボディ形状が12角形から流線型に変わった。
- ミランダオートメックス（MIRANDA Automex 、1960年発売） - 輸出専用。外光式セレンメーター内蔵、ファインダー内で露出を確認できる追針式で、これは写真工業誌において国内初との記述がある。
- ミランダD2（Miranda D2 、1961年発売） - 輸出専用。ボディ背面に機種名の刻印がなく、製造番号が「64」から始まる。
- ミランダDR（Miranda DR /MIRANDA DR 、1962年発売） - 輸出専用。途中からペンタプリズム部のメーカー表記が全て大文字となった。
- ミランダオートメックスII（MIRANDA Automex II 、1962年発売） - 輸出専用。ISO(ASA)感度などをアップグレードしたマイナーチェンジモデル。
- ミランダF（MIRANDA F 、1964年10月国内発売[1]） - レンズマウント内に絞り込みレバーを装備、自動絞りレンズでプレビューが可能になった。フィルムカウンターが自動復元になった。小刻み巻き上げは不可となった。
- ミランダオートメックスIII（MIRANDA Automex III、1964年10月発売[1]） - メーター受光部がカメラ前面向かって右上部に移され、素子もセレン光電池からCdSに変更となった。
- ミランダFM（MIRANDA FM 、1964年10月） - ペンタプリズム一体型でシャッター非連動の外光式CdS露出計搭載。
- ミランダG（MIRANDA G 、1965年10月発売） - ピントグラスが交換式になった。超望遠レンズなどでミラー切れが起きないようミラーが後退しながら跳ね上がる機構が採用され、ミラーアップ可。シャッターダイヤルに取り付けシャッタースピードに連動する着脱式で小型のCdS露出計が用意された。

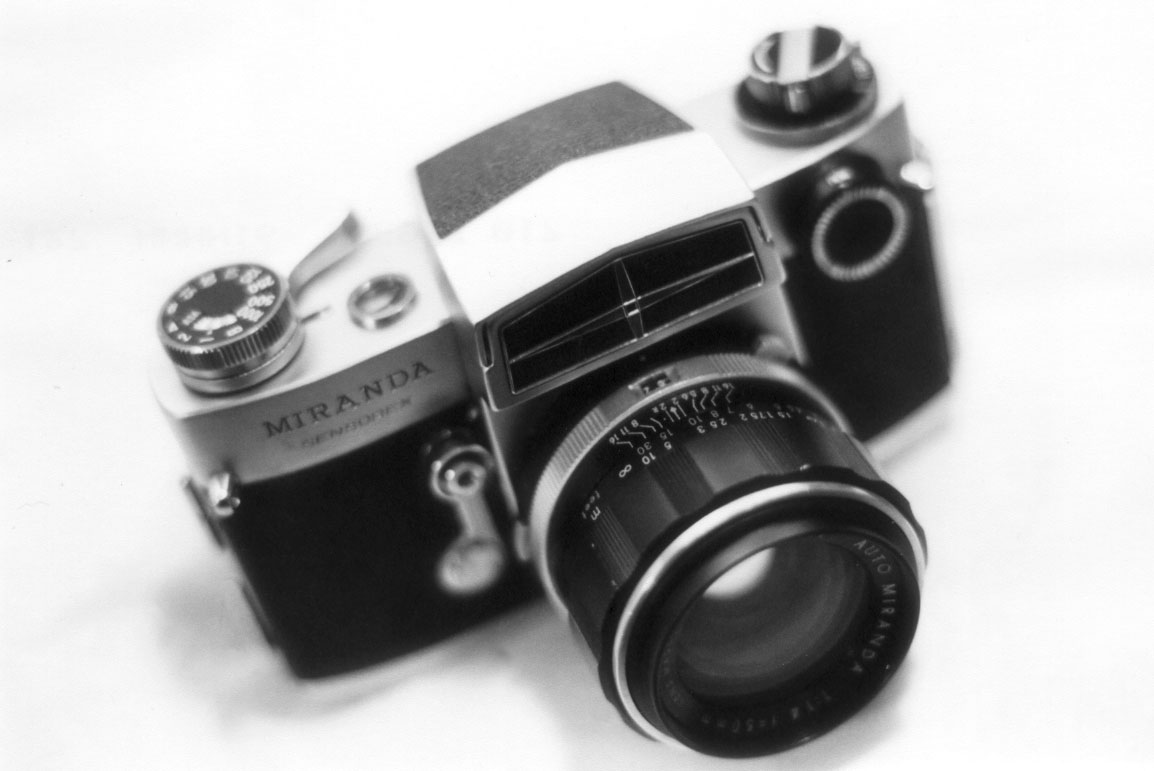
センソレックス

- ミランダセンソレックス（MIRANDA SENSOREX 、1966年8月発売） - ミラーにスリットを切りミラー裏のCdSで受光するミラーメーターによるTTL開放測光。
- ミランダFv（MIRANDA Fv 、1966年発売） - ミランダGと同様のシャッターダイヤルを外して取り付けシャッタースピードに連動する着脱式露出計が用意された。
- ミランダFvT（MIRANDA FvT 、1966年10月発売） - ペンタプリズム一体型のシャッター非連動だが、ミランダ初のTTLファインダー、Tファインダーを搭載。
- ミランダGT（MIRANDA GT 、1966年10月発売） - ミランダGにTファインダーTTL露出計搭載。銀は国内販売用、黒は輸出用。
- ミランダセンソマートRE（MIRANDA SENSOMAT RE ） - ミラーメーターによる絞り込み測光TTLメーター、ラピッドローディング採用。
- ミランダセンソマートRS（MIRANDA SENSOMAT RS ） - 露出計を装備しないモデル、シャッターボタンが上部に移された。
- ミランダセンソレックスC（MIRANDA SENSOREX C ） - ミランダセンソレックスにアクセサリーシューがついたモデル。
- ミランダセンソレックスII（MIRANDA SENSOREX II 、1972年2月） - ミランダセンソレックスの外観をモデルチェンジしたもの。
- ミランダセンソレックスEE（MIRANDA SENSOREX EE 、1972年3月） - 露出の自動化が図られたEE機構採用モデル。
- ミランダRE-2（MIRANDA RE-2 、1975年2月発売） - センソマートREの後継機ではあるがセンソマートの文字はない。中央下部重点TTL測光。スクリーンは新開発でミランダ独自のスーパーマイクロスプリット。ペンタプリズム上部にホットシュー装備。
- ミランダEE-2（MIRANDA EE-2 、1975年） - センソレックスEEの後継機ではあるがセンソレックスの文字はない。ファインダーアイピースの横にシャッタースピードを表示する小窓がある。T露出を兼ねるシャッターボタンロックが装着された。
- ミランダdx-3（MIRANDA dx-3 、1975年4月発売） - 電子制御式シャッターを採用。セルフタイマーの動作を赤LEDの点滅で知らせる。モータードライブが無調整で取り付け可能だが通常販売されたのかは不明で、輸出のみという記述もある。ミランダでは唯一ファインダー固定。

### ミランダマウント一眼レフカメラ用レンズ
オートミランダは自動絞り。ネジマウントとバヨネットマウントを併設する。
- ズノー50mmF1.9 - 帝国光学製[4]。ネジマウント。5群7枚[1][3]。
- アルコ50mmF2.4
- マクロンミランダ52mmF2.8
- ソリゴールミランダ85mmF1.8
- ソリゴールミランダ105mmF2.8
- ソリゴールミランダ135mmF2.8
- ソリゴールミランダ135mmF3.5
- ソリゴールミランダ250mmF4.5
- ソリゴールミランダ400mmF5.5
- オートミランダ50mmF1.8
- オートミランダ50mmF1.9
- オートミランダ50mmF2.8
- オートミランダマクロン55mmF3.5
- オートミランダ105mmF2.8
- オートミランダ135mmF3.5
- オートミランダ200mmF3.5

### ミランダマウント一眼レフカメラ用アダプター
ミランダマウントはフランジバックが短く、純正で各種アダプターが用意された。
- PMアダプター - M42マウントのレンズを装着し無限遠撮影可。
- XMアダプター - エクサクタマウントのレンズを装着し無限遠撮影可。
- NMアダプター - ニコンFマウントのレンズを装着し無限遠撮影可。
- LFアダプター - ライカLマウントのレンズを装着し近接撮影のみ可。
- CSFアダプター - コンタックスマウントやニコンSマウントのレンズを装着を装着し近接撮影のみ可。
- MLアダプター - ミランダ用レンズをライカLマウントのボディー、または引伸し機に装着する。
- AUアダプター - 名称はアダプターであるが、ミランダマウントの接写リング。

## ラボレックマウント一眼レフカメラ
天体写真、顕微鏡写真等用に製造された。マウントはこの系列専用のラボレックマウント。
- ミランダラボレック（MIRANDA LABOREC ） - 輸出された他に国内では内田洋行より供給された。
- ミランダラボレックII（MIRANDA LABOREC II 、1966年発売） - 輸出された他に国内では内田洋行より供給された。
- ミランダラボレックIII（MIRANDA LABOREC III 、1975年発売） - 天体写真専用カメラ。

## M42マウント一眼レフカメラ
ソリゴールブランドで販売された。

### M42マウント一眼レフカメラボディー
- ソリゴールTM（Soligor TM 、1974年3月発売） - TTL部分測光。ファインダー交換可能。
- ソリゴールTM-2（Soligor TM-2 、輸出専用）

## レンジファインダ−カメラ
- ミランダセンソレット（MIRANDA SENSORET 、1972年7月発売） - 距離計連動式、プログラムEEコンパクトカメラ。黒、赤、黄、緑、青、灰の革を張った銀（クローム）モデルに、黒革/黒（ブラック）ボディーがあった。レンズはソリゴール38mmF2.8固定だが広角0.8倍と望遠1.3倍のフロントコンバージョンレンズがある。